# 巴涅站
巴涅站（法語：Gare de Bagneux），是法国的一个铁路车站，属于大区快铁B线。开通于1846年6月7日，位于马恩河谷省卡尚。属于第三收费区（法語：Zone 3），1977年12月9日大区快铁B线开始使用本站，本站亦服务于巴涅。